# Thomas Haydn

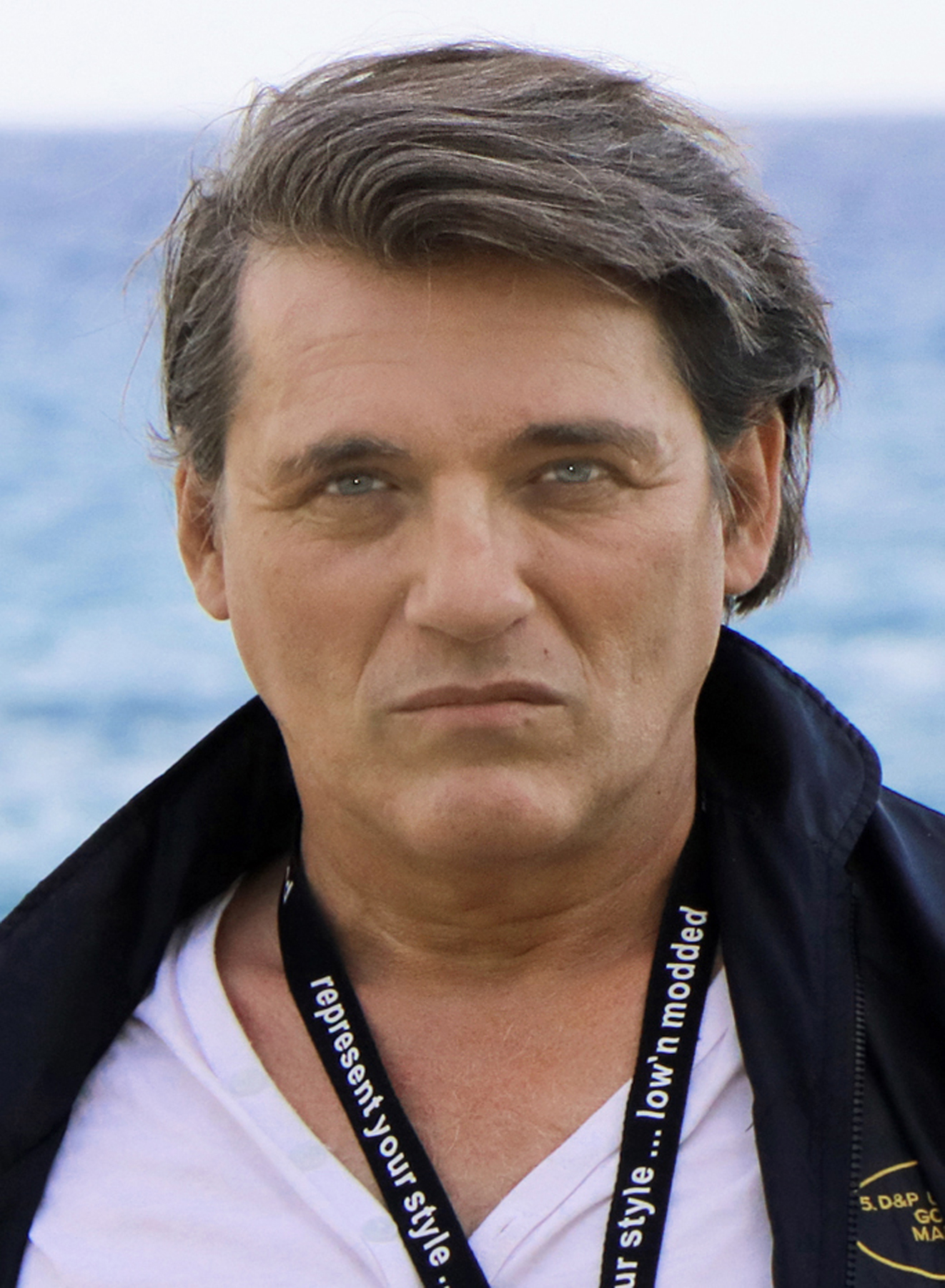
Thomas Haydn, 2016

Thomas Haydn (* 29. August 1963 in Hermannstadt, Siebenbürgen) ist ein deutscher Schauspieler.

## Leben
1974 kam er mit seinen Eltern (Erika Haydn, geb. Hoffmann und Hermann Johann Haydn) von Rumänien nach Augsburg-Göggingen. 1981 wechselte Haydn seinen Hauptwohnsitz nach München-Schwabing.
In München absolvierte er die Schauspielschule und die Bühnenreifeprüfung. Später studierte er in Los Angeles für den Bereich Film und Fernsehen, u. a. in Santa Monica bei MK Lewis.
Er spielte von 1988 an im Bühnenbereich überwiegend Klassiker, u. a. im Alter von 29 Jahren den „Doktor Faust“ aus Faust. Eine Tragödie. Von 2000 bis 2003 gab er den Old Shatterhand in den Karl-May-Festspielen des Elspe Festival.
Als Mitbegründer der „Pancomedia Theaterproduktion“ spielte Thomas Haydn anschließend mit Katharina Zander und Michael Gahr Tschechows „Der Bär“ & „Der Heiratsantrag“. Nach der Wiederaufnahme der beiden Einakter im Jahr 2006  mit Edmund Gleede in der Neubesetzung, nahm Thomas Haydn seinen Abschied von der Bühne.
In Wuppertal  war Thomas Haydn im Rahmen des „Bergischen Filmpreises“ als Juror tätig.
Im TV Bereich spielte er in zahlreichen Produktionen mit wie Polizeiruf 110, Unter Verdacht, Der Alte, Alarm für Cobra 11 – Die Autobahnpolizei, SOKO 5113, Der Clown, Aeon-Countdown im All, Dr. Stefan Frank – Der Arzt, dem die Frauen vertrauen.
Der Film „Kiss My Blood“ in dem er die männliche Hauptrolle spielte, wurde in Rom (Fantafestival) prämiert und in Brüssel-Brussels International Fantastic Film Festival erhielt T. Haydn „Special Mention“.
Seit 1984 arbeitete er auch als Sprecher u. a. als Stamm- und Ensemblesprecher-Synchronsprecher in zahlreichen Serien und Filmen u. a. in Reich und Schön, Die Simpsons und Pokémon.

## Bühne (Auswahl)

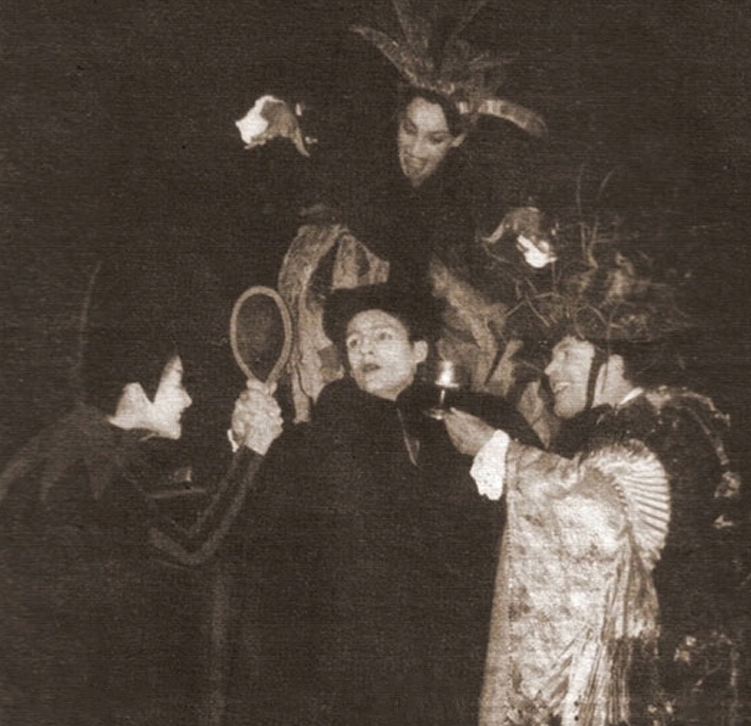
Thomas Haydn als Dr. Faust (1993), mit Barbara Gossler, Isolde Miler und Tonio von der Meden

- Anton Tschechow – „Der Bär & Der Heiratsantrag“, Rolle: Smirnov & Lomov, Bühne: „Pancomedia  Tournee“ Regie: Karl Deschauer, Edmund Gleede
- Anton Tschechow – „Der Heiratsantrag“, Rolle: Lomov, Bühne: „Pancomedia  Tournee“ Regie: Karl Deschauer, Edmund Gleede
- Karl May – „Der Schatz im Silbersee“, Rolle: Old Shatterhand, Bühne: „Karl May Spiele Elspe“ Regie: Jochen Bludau
- Karl May – „Unter Geiern“, Rolle: Old Shatterhand, Bühne: „Karl May Spiele Elspe“ Regie: Jochen Bludau
- Karl May – „Der Ölprinz“, Rolle: Old Shatterhand, Bühne: „Karl May Spiele Elspe“ Regie: Jochen Bludau
- Karl May – „Winnetou 1“, Rolle: Old Shatterhand, Bühne: „Karl May Spiele Elspe“ Regie: Jochen Bludau
- E. T. A. Hoffmann – „Hoffmanns Erzählungen“, Rolle: Hoffmann, Bühne: „Theaterhof Tölz“ Regie: Marc André Angelini
- Molière – „Der eingebildete Kranke“,  Rolle: Cleanthe, Bühne: „Theaterhof Tölz“ Regie: Tonio von der Meden
- Joseph von Eichendorff – „Die Freier“,  Rolle: Victor, Bühne: „Clingenburg Festspiele“ Regie: Udo Schürmer
- Agustín Moreto y Cavana – „Der schöne Don Diego“,  Rolle: Don Diego, Bühne: „Theaterhof Tölz“ Regie: Tonio von der Meden
- Johann Wolfgang von Goethe – „Faust 1“,  Rolle: Faust, Bühne: „Theaterhof Tölz“ Regie: Marc André Angelini
- Carlo Goldoni – „Mirandolina“,  Rolle: Fabrizio, Bühne: „Blutenburg Festspiele – München“ Regie: Thomas Blubacher
- Werner Stiefele – „Wenn’s ernst wird“,  Rolle: Stefan, Bühne: „Theater der Altstadt – Stuttgart“ Regie: Werner Stiefele
- Nikolaj Koljada – „Die Schleuder“,  Rolle: Anton, Bühne: „Theater der Altstadt – Stuttgart“ Regie: Michael Schejbal
- Gotthold Ephraim Lessing – „Emilia Galotti“,  Rolle: Marinelli, Bühne: „Theater der Altstadt – Stuttgart“ Regie: Matthias Gärtling
- Jean-Paul Sartre – „Die ehrbare Dirne“,  Rolle: Diverse, Bühne: „Theater der Westermühle – München“ Regie: Wolfgang Rochmes u. a.